# Хелена Моджеевска
Хелѐна Моджеѐвска (Моджеска), с рождено име Ядвига Хелена Мизел (на полски: Helena Modrzejewska, Jadwiga Helena Misel; на английски: Helena Modjeska), е полско-американска актриса специализирана в шекспирови и трагични роли, с репертоар от 260 роли. Смятана за една от най-значимите полски актриси. Майка на известния американски инженер Ралф Моджески.

## Биография
Хелена Мизел е родена на 12 октомври 1840 година в Краков като извънбрачно дете на Юзефа Мизел.
Дебютира на театрална сцена през 1861 година. Следват участия в Нови Сонч, Пшемишъл, Жешов, Бжежани. В самото начало на кариерата си приема псевдонима „Моджеевска“. В годините 1862 – 1863 година играе в Лвов. От 1865 година се изявява в родния си град. Тук за пръв път играе шекспирова роля (Порция във Венецианския търговец). През 1867 година триумфира в главната роля в „Адриана Лекуврьор“ на Франческо Чилеа. На следващата година се мести във Варшава, където на 4 октомври играе „Адриана Лекуврьор“ в Големия театър. В столицата си спечелва статут на звезда, а Шекспир заема специално място в нейния репертоар.
През 1876 година заедно със своя съпруг Карол Хлаповски емигрират в САЩ. Там през 1877 година дебютира в ролята на „Адриана Лекуврьор“ в Калифорнийския театър в Сан Франциско. Опростява псевдонима си на „Моджеска“. След 1880 година неколкократно гастролира във Великобритания. Играе на сцена до 1907 година.
Хелена Моджеевска умира на 8 април 1909 година и първоначално е погребана в Лос Анджелис. Впоследствие останките и са пренесени в Краков и препогребани до гроба на майка ѝ на Раковицкото гробище.